# Volja
Volja je sposobnost čovjeka da svjesno upravlja svojim ponašanjem u postizanju postavljenog cilja. 
Ponekad je za ostvarenje cilja potreban i cijeli život. Prepreke na putu do postavljenog cilja mogu biti minimalne, ali ponekad zahtijevaju i nadljudske napore. Zato je potrebna volja, tj. ona strana psihičkog života čovjeka koja se očituje kroz svjesne i svrsishodne radnje, koje su tijesno povezane s naporom volje usmjerene na ostvarenje postavljenih ciljeva.

## Karakteristike volje
Volja je psihički proces koji pripada u grupu konativnih funkcija, koje se odvijaju u tri faze;
- Prva faza je borba motiva.
- Druga faza je odluka o izboru cilja (selekcija).
- Treća faza je izvršenje donijete odluke.

Bez izvršenja donesene odluke nema očitovanja volje. U tom slučaju govori se samo o postojanju želje.
Volja je vrlo specifičan psihički fenomen koji karakteriziraju sljedeće tri osobine:
- svjesni doživljaji tijekom sve tri faze,
- osjećanje napora
- izvršenje donijete odluke sa svjesnom anticipacijom, predviđanjem i predočavanjem cilja.

S obzirom na to da o volji prosuđujemo obavezno kroz njenu realizaciju, kroz izvršenje, onda se o volji, kao konačno mjerilo, uzima ponašanje.
Nema volje bez voljnih radnji tj. bez akcije. Zato se sve čovjekove radnje mogu podijeliti na:
- voljne radnje i
- nevoljne radnje, koje su evolucijsko prethodile pojavi voljnih i svjesnih radnji.

Prema bl. Ivanu Merzu, temelj duhovnoga života leži u neprestanome naprezanju naše volje: "Spasitelj je to izrekao riječima: Neka svatko 'uzme križ svoj svagdajno i slijedi me' (Lk 9,23.) Pomoću neprestanoga naprezanja naše volje u dobru možemo težiti za onom savršenošću čije smo uzore našli u našemu duhovnom štivu."

## Porijeklo volje
O porijeklu volje postoje brojna neslaganja u psihologiji, a mnoge teorije pokušavaju svesti voljni proces na neku drugu psihičku funkciju, kao što su: emocije, percepcija, mišljenje ili predstave sjećanja.
Prema ruskom fiziologu Ivanu Pavlovu, čovjekovo ponašanje je određeno naučenim uvjetnim refleksima, naučenim šablonama ponašanja, koje određuju sve postupke pojedinaca.
Sigmund Freud u svojoj teoriji pretpostavlja da je osnovna čovjekova motivacija, snaga u sferi nesvjesnog djela čovjekove osobnosti. Volja je površan fenomen i mnogo više pod utjecajem nesvjesnih procesa, nego što sama može utjecati na nesvjesne sadržaje koji izbijaju u svjesni dio osobnosti. Zato se kaže da je porijeklo volje ili korijeni njene energije duboko uronjeni u nagonsku sferu.
Volja je posebna karakteristika čovjeka, iako je njezin korijen u nagonima. Snagom volje čovjek slobodno može izabrati svoj put. Volja je čovjekova sloboda i zato je čovjek slobodniji od drugih živih bića i nije vezan samo za svoje nagone.

## Voljne radnje
Voljne radnje su one radnje koje su pri svome izražavanju pa prema tome i pri dostizanju osnovnog cilja, povezane s naporom volje. U svakoj voljnoj radnji može se razlikovati nekoliko etapa:
- cilj i težnja da se on postigne,
- poznavanje niza mogućnosti za postizanje cilja,
- pojava motiva koji potvrđuju ili pobijaju te mogućnosti,
- borba i izbor motiva,
- prihvaćanje jedne od mogućnosti kao rješenje,
- ostvarivanje prihvaćenog rješenja.